# Tournoi des Cinq Nations féminin 1999
Cet article traite de l'épreuve féminine. Pour la compétition masculine, voir Tournoi des Cinq Nations masculin 1999.
Pour un article plus général, voir Tournoi des Six Nations féminin.
Navigation
Tournoi britannique féminin 1998 Tournoi féminin 2000
Le Tournoi des Cinq Nations féminin 1999 est la première édition du tournoi à regrouper cinq nations, et la seule dans cette composition. Il oppose les équipes d'Angleterre, d'Écosse, de France, d'Irlande et du pays de Galles et se déroule du 6 février au 1er avril 1999. Il succède aux trois tournois britanniques des années précédentes.
L'équipe d'Angleterre remporte tous ses matches et donc le Grand Chelem et la Triple couronne, tandis que l'Irlande perd tous les siens et reçoit la Cuillère de bois pour la troisième année consécutive.

## Les matches
Les rencontres du tournoi se déroulent sur cinq journées entre février et avril.
| 7 février 1999 | Dublin                | Irlande | 00 - 24 | France         |
| 7 février 1999 | Inverleith, Édimbourg | Écosse  | 23 - 0  | Pays de Galles |

| 28 février 1999 | Richmond     | Angleterre     | 34 - 7 | Écosse  |
| 28 février 1999 | lieu inconnu | Pays de Galles | 26 - 0 | Irlande |

| 5 mars 1999 | Savigny-en-Barley | France  | 34 - 5  | Pays de Galles |
| 7 mars 1999 | Dublin            | Irlande | 00 - 56 | Angleterre     |

| 21 mars 1999 | Worcester             | Angleterre | 13 - 8 | France  |
| 21 mars 1999 | Inverleith, Édimbourg | Écosse     | 22 - 5 | Irlande |

| 9 avril 1999  | Melun   | France         | 48 - 18 | Écosse     |
| 10 avril 1999 | Swansea | Pays de Galles | 11 - 83 | Angleterre |

## Le classement

Nations participant au Tournoi.

| Rang | Nation         | J | V | N | D | Pm  | Pe  | Diff | Pts |
| ---- | -------------- | - | - | - | - | --- | --- | ---- | --- |
| 1    | Angleterre     | 4 | 4 | 0 | 0 | 186 | 26  | +160 | 8   |
| 2    | France         | 4 | 3 | 0 | 1 | 114 | 36  | +78  | 6   |
| 3    | Écosse (T)     | 4 | 2 | 0 | 2 | 70  | 127 | -57  | 4   |
| 4    | Pays de Galles | 4 | 1 | 0 | 3 | 42  | 120 | -78  | 2   |
| 5    | Irlande        | 4 | 0 | 0 | 4 | 5   | 128 | -123 | 0   |

|  | Vainqueur du tournoi  |
|  | T : tenante du titre. |